# Гелен (сын Пирра)
Гелен (др.-греч. Έλενος; III век до н. э.) — эпирский полководец, сын царя Пирра.

## Биография
По свидетельству Плутарха, Гелен родился от брака Пирра с иллирийской принцессой Биркенной, дочерью дарданского царя Бардилла II. Однако согласно переданным Юстином сведениям, матерью Гелена был дочь сиракузского тирана Агафокла Ланасса.
Гелен, ещё будучи в очень молодом возрасте, сопровождал отца в его западном походе. После первоначальных успехов на территории Сицилии Пирр хотел сделать своего младшего сына правителем всего острова, отвоёванного у карфагенян. Впоследствии, после своего возвращения на Апеннины, Пирр назначил Гелена комендантом крепости в южноиталийском городе Тарент, жители которого когда-то и призвали эпирского царя для борьбы с римлянами.
Спустя ещё некоторое время Гелен был отозван отцом для участия в Пелопоннеской кампании 272 года до н. э. Похоронив отца в Аргосе с войском возвратился в Эпир.